# Football Club Baník Ostrava 1998-1999
Questa voce raccoglie le informazioni riguardanti il Football Club Baník Ostrava nelle competizioni ufficiali della stagione 1998-1999.

## Rosa
| N. |                       | Ruolo | Calciatore        |
| -- | --------------------- | ----- | ----------------- |
| 1  | Rep. Ceca (bandiera)  | P     | Vít Baránek       |
| 16 | Rep. Ceca (bandiera)  | P     | Ivo Schmucker     |
| 6  | Rep. Ceca (bandiera)  | D     | Marek Jankulovski |
| 3  | Rep. Ceca (bandiera)  | D     | René Bolf         |
| 20 | Rep. Ceca (bandiera)  | D     | Petr Veselý       |
| 24 | Rep. Ceca (bandiera)  | D     | Josef Dvorník     |
| 4  | Rep. Ceca (bandiera)  | D     | Robert Caha       |
| 21 | Slovacchia (bandiera) | D     | Dušan Vrťo        |
| 5  | Rep. Ceca (bandiera)  | C     | Vladimir Cup      |
| 8  | Rep. Ceca (bandiera)  | C     | Marcel Lička      |

| N. |                      | Ruolo | Calciatore    |
| -- | -------------------- | ----- | ------------- |
| 9  | Rep. Ceca (bandiera) | C     | Martin Lukeš  |
| 10 | Rep. Ceca (bandiera) | C     | Michal Pančík |
| 14 | Rep. Ceca (bandiera) | C     | Petr Ruman    |
| 26 | Rep. Ceca (bandiera) | C     | Daniel Rygel  |
| 17 | Rep. Ceca (bandiera) | C     | Libor Sionko  |
| 18 | Rep. Ceca (bandiera) | C     | Radek Slončík |
| 2  | Rep. Ceca (bandiera) | A     | Milan Baroš   |
| 27 | Rep. Ceca (bandiera) | A     | Lubomir Blaha |
| 15 | Rep. Ceca (bandiera) | A     | Petr Samec    |